# 淡水福佑宮
淡水福佑宮，俗稱「淡水媽祖廟」，位於臺灣新北市淡水區，主祀天上聖母媽祖。為新北市定古蹟。淡水福佑宮與淡水清水巖、淡水龍山寺、淡水鄞山寺合稱為「淡水四大廟」。

## 簡介
主祀天上聖母，配祀觀音菩薩、水仙尊王、文昌帝君、五路財神、月老星君、歷代祖師功德主。
清乾隆末年建，當時淡水三邑、同安、安溪、漳州的閩南人與汀州、潮州、嘉應等地的客家移民，均奉媽祖，共獻銀錢。嘉慶元年（西元1796年）竣工。淡水福佑宮背山而建，向上攀緣，即見清水祖師廟。佛教禪師慶西和尚任開山住持。

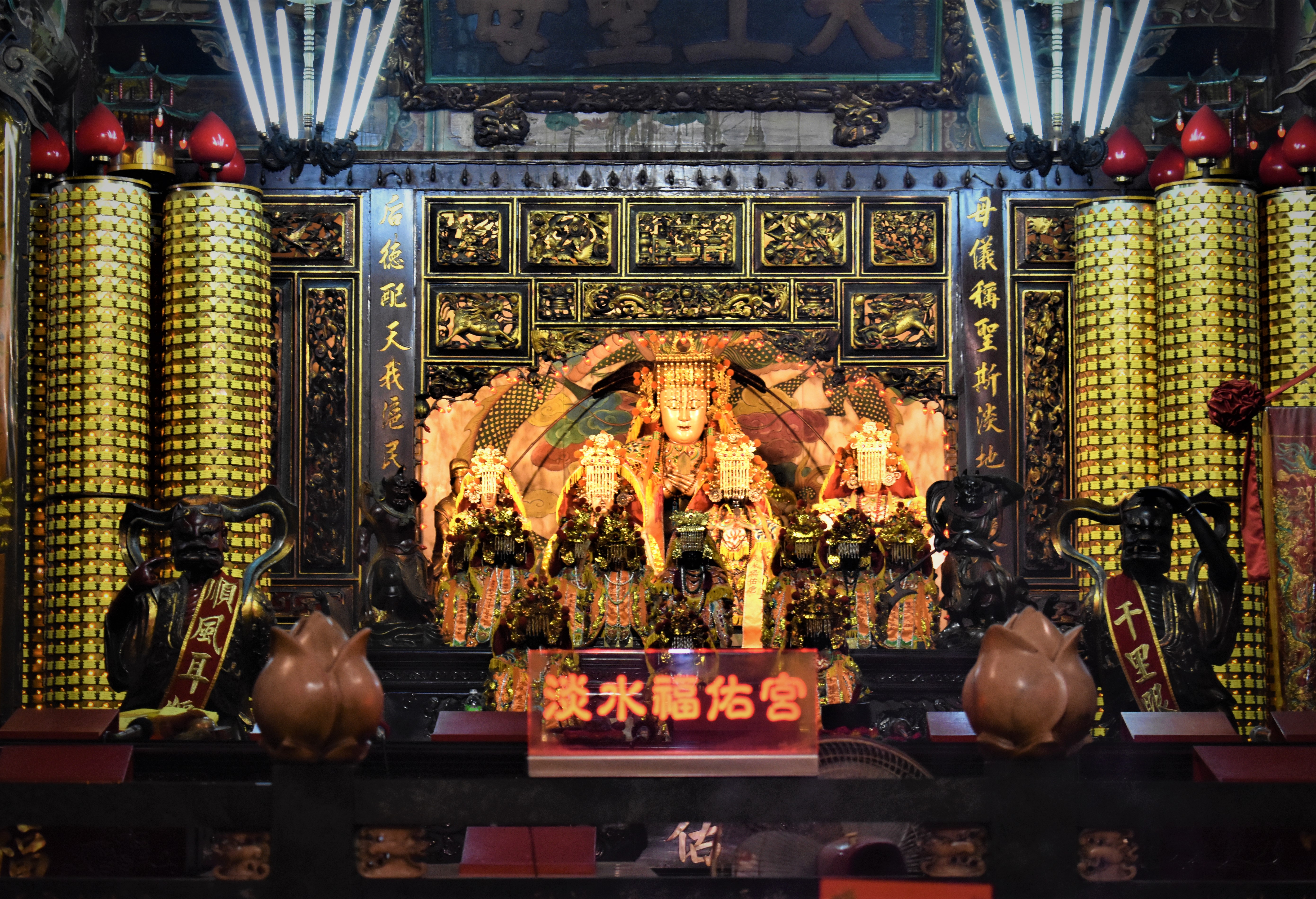
淡水福祐宮正殿媽祖

## 望高樓
福佑宮曾建一樓名曰望高樓，在上點燃油燈以作為燈塔指引船隻。凡蒙指引者均樂施香火錢。日治末期，二次大戰勃興，缺乏物資，望高樓石材乃被公家徵用，因而隤毀。

## 外部連結
- 官方网站
- 淡水福佑宮的Facebook專頁
- 淡水福佑宮-新北市觀光旅遊網 （页面存档备份，存于）
- 淡水福佑宮-台灣大百科全書 （页面存档备份，存于）
- 淡水福佑宮-新北市立淡水古蹟博物館 （页面存档备份，存于）
- 淡水福佑宮-文化部文化資產局 （页面存档备份，存于）